# Runcu Salvei
Runcu Salvei é uma comuna romena localizada no distrito de Bistrița-Năsăud, na região histórica da Transilvânia. A comuna possui uma área de 25.61 km² e sua população era de 1423 habitantes segundo o censo de 2007.